# Theope iani
Theope iani is een vlindersoort uit de familie van de prachtvlinders (Riodinidae), onderfamilie Riodininae.
Theope iani werd in 1994 beschreven door Willmott & J. Hall.